# Mössholmen, Lovisa
Mössholmen är en ö i Finland. Den ligger i Finska viken och i kommunen Lovisa i den ekonomiska regionen  Lovisa i landskapet Nyland, i den södra delen av landet. Ön ligger omkring 60 kilometer öster om Helsingfors.
Öns area är 9,7 hektar och dess största längd är 410 meter i sydväst-nordöstlig riktning. Ön höjer sig omkring 20 meter över havsytan.